# Кувшинский, Евгений Васильевич
Евгений Васильевич Кувшинский (4 (17) марта 1905, Российская империя — 7 мая 1986, РСФСР, СССР) — советский учёный-физик, специалист в области физики диэлектриков, жидкостей и высокомолекулярных соединений. Доктор физико-математических наук, профессор, Заслуженный деятель науки и техники РСФСР. Заведующий лабораторией высоких давлений ЛФТИ.

## Биография
Родился 17 марта 1905 года в дворянской семье, место учёбы и состав семьи неизвестны. В 1929 году начал научную деятельность в ЛФТИ. В 1932 году Кобеко организовал лабораторию аморфного состояния в ЛФТИ, где совместно с Кувшинским и Г. И. Гуревичем исследовал релаксационные механизмы стеклования аморфных тел и показал, что их характер является отличительной чертой аморфного состояния. Совместные результаты исследований в этой области были им опубликованы в 1933 году в монографии «Аморфное состояние». После начала Великой Отечественной войны Кувшинский руководил разработкой полимерных присадок к моторным маслам, с помощью которых военная техника могла работать в условиях сильных морозов. Во время этого исследования он открыл гидродинамическое явление «затопленной и и свободной входных струй», основываясь на котором заложил основы нового раздела сплошных сред.
В послевоенные годы учёный возглавлял лабораторию высоких давлений в ЛФТИ, где выполнил ряд исследований кинетики и пространственной радикальной полимеризации при высоких давлениях, занимался механическими свойствами каучуков и резин. Позже организовал физическую лабораторию в ВНИИСК имени Лебедева. В 1950 году защитил докторскую диссертацию, дав точное математическое описание входных струй. В конце 1952 года Кувшинский перешёл в Институт высокомолекулярных соединений АН СССР, где работал до своей смерти, а с 1954 года по 1979 год возглавлял лабораторию механических свойств полимеров. Под его руководством выполнялись исследования широкомасштабных процессов стеклования, разрушения, деформирования, а также работы по созданию теории упругости и течения сред с вращательными степенями свободы. С 1954 по 1979 года заведующий кафедрой физики диэлектриков и полимеров Ленинградского политехнического института.
Евгений Васильевич Кувшинский скончался 7 мая 1986 года в Ленинграде. Похоронен на Богословском кладбище.

### Научная деятельность
В 1960 году была публикована статья Кувшинского и Эрона Аэро о модели континуума Коссера. Модель континуума Коссера применяется для описания твердых тел с внутренней микроструктурой. Больше известна, как теорема Кувшинского-Аэро. Является соавтором метода Кувшинского — Сидоровича, который улучшил поиск модуля Юнга, методом вынужденных резонансных колебаний, при высоких потерях.

### Награды
За свой труд Евгений Васильевич Кувшинский был награждён орденом Трудового Красного Знамени (1953) и медалями. Заслуженный деятель науки и техники РСФСР.